# وایتینگ (کانزاس)
وایتینگ (به انگلیسی: Whiting) شهری در ایالت کانزاس کشور ایالات متحده آمریکا است که جمعیت آن در سرشماری سال ۲۰۱۰ میلادی، ۱۸۷ نفر بوده‌است.